# Verzweigung Lopper
De Verzweigung Lopper is een knooppunt in Zwitserland. Op dit knooppunt bij Hergiswil sluit de A8 aan op de A2.

## Configuratie
Het knooppunt is een onvolledig knooppunt.